# 슬픔은 여자에게만
슬픔은 여자에게만은 한국에서 제작된 최문일 감독의 1959년 영화이다. 노능걸 등이 주연으로 출연하였고 박운삼 등이 제작에 참여하였다.

## 출연

### 주연
- 노능걸
- 염매리
- 김유희

## 제작진
- 원작자: 김중희
- 조명: 방영원
- 녹음: 손인호
- 미술: 임명선